# Чувар печата Француске
Чувар печата Француске (фр. Garde des sceaux de France) био је један од државних великодостојника у Краљевини Француској. Био је помоћник канцелара и чувао је државне печате.
Данашњи министар правде Републике Француске носи почасну титулу чувара печата.